# Jordanoleiopus alboscutellaris
Jordanoleiopus alboscutellaris là một loài bọ cánh cứng trong họ Cerambycidae.